# Naguilian
Naguilian (Bayan ng Naguilian) är en kommun i Filippinerna. Kommunen ligger på ön Luzon, och tillhör provinsen Isabela. Folkmängden uppgår till 26 285 invånare.

## Barangayer
Naguilian är indelat i 25 barangayer.
| - Aguinaldo - Bagong Sikat - Burgos - Cabaruan - Flores - Kenneth Road - La Union - Magsaysay (Pob.) - Manaring - Mansibang - Minallo - Minanga - Palattao - Quezon (Pob.) | - Quinalabasa - Quirino (Pob.) - Rangayan - Rizal - Roxas (Pob.) - San Manuel - Santo Tomas - Sunlife - Surcoc - Tomines - Villa Paz - Santa Victoria |